# Contea di Avery
La Contea di Avery, in inglese Avery County, è una contea dello Stato della Carolina del Nord, negli Stati Uniti. La popolazione al censimento del 2000 era di 17 167 abitanti. Il capoluogo di contea è Newland.

## Storia
La contea di Avery fu costituita nel 1911.